# Малакеевское сельское поселение
Малаке́евское се́льское поселе́ние — муниципальное образование в составе Вейделевского района Белгородской области Российской Федерации.
Административный центр — село Малакеево.

## История
Малакеевское сельское поселение образовано 20 декабря 2004 года в соответствии с Законом Белгородской области № 159.

## Население
| 2010  | 2011  | 2012  | 2013  | 2014  | 2015  | 2016  | 2017  | 2018  |
| ----- | ----- | ----- | ----- | ----- | ----- | ----- | ----- | ----- |
| 1609  | ↘1599 | ↘1558 | ↘1542 | ↘1506 | ↘1488 | ↘1470 | ↘1447 | ↘1430 |
| 2019  | 2020  | 2021  |       |       |       |       |       |       |
| ↘1420 | ↘1391 | ↗1494 |       |       |       |       |       |       |

## Состав сельского поселения
| № | Населённый пункт | Тип населённого пункта       | Население |
| - | ---------------- | ---------------------------- | --------- |
| 1 | Гамаюнов         | хутор                        | ↘112      |
| 2 | Гвоздиков        | хутор                        | ↘0        |
| 3 | Грицинин         | хутор                        | ↘107      |
| 4 | Дегтярное        | село                         | ↘395      |
| 5 | Деркунский       | хутор                        | ↘83       |
| 6 | Колотов          | хутор                        | →0        |
| 7 | Кулькин          | хутор                        | ↘1        |
| 8 | Малакеево        | село, административный центр | ↘825      |
| 9 | Родники          | хутор                        | ↘86       |